# Perini Navi

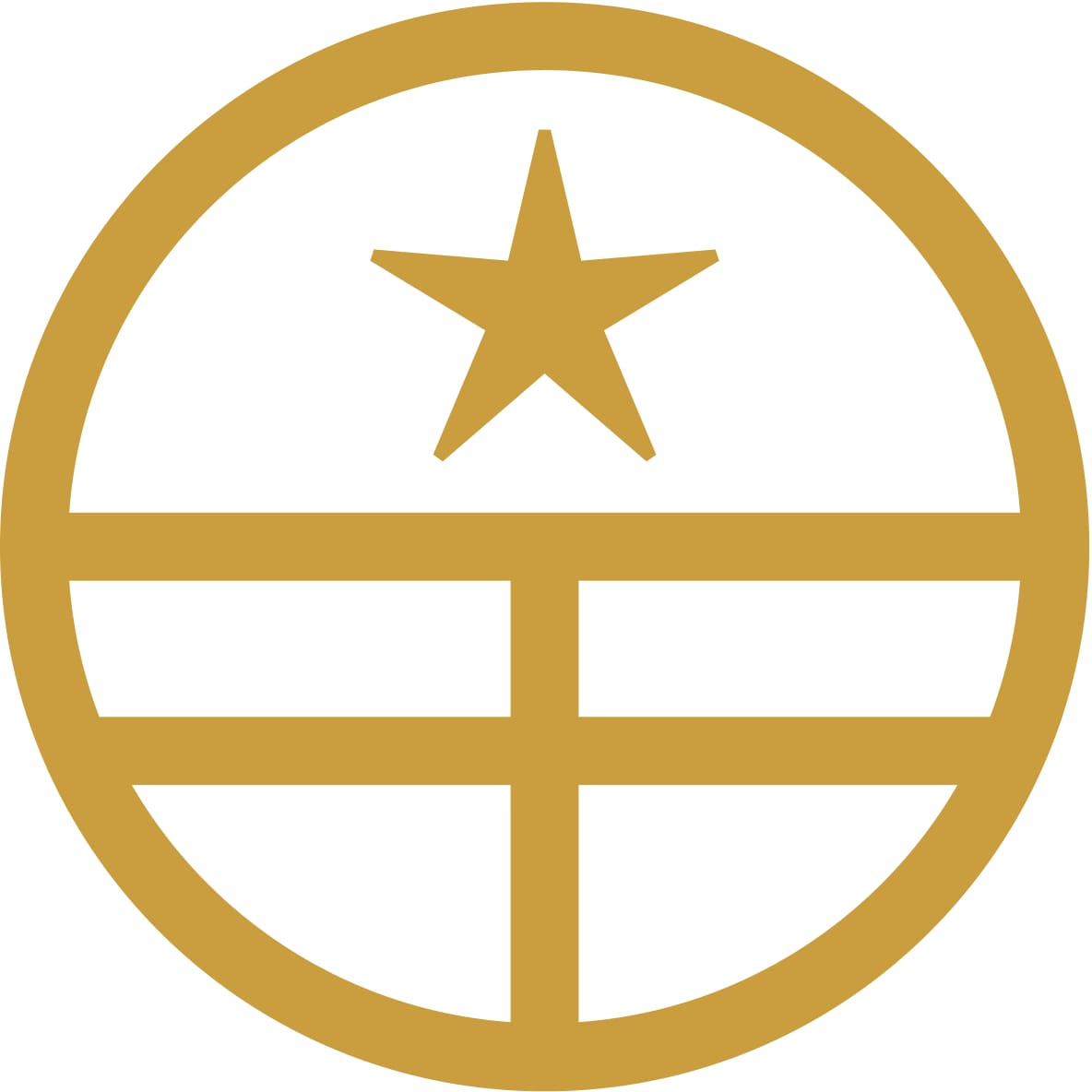
Logo

Perini Navi ist eine italienische Werft mit Sitz in Viareggio, Toskana, die insbesondere für den Bau von Luxusyachten bekannt ist.

## Geschichte
Die Werft wurde 1983 von Fabio Perini (* 1940), dem Pionier der Automatisierungs- und Rollsysteme für große Segelyachten, gegründet. Konzipiert war Perini Navi zunächst als Designer für Luxusyachten, erst ab 1988 wurden die Boote in der firmeneigenen Werft gebaut.
2021 erklärte ein Gericht in Lucca Perini Navi für bankrott. Die Werft hatte Ende 2019 einen Verlust von 80,87 Millionen Euro und bis zum ersten Quartal 2020 ein Schuldenrisiko von fast 100 Millionen Euro erwirtschaftet. Das Gericht lehnte einen Sanierungsplan von 100 Millionen Euro ab, der von der Fenix Holding für die Tabacchi-Familie, die Mehrheits-Shareholder der Gesellschaft, vorgelegt worden war.
Damals beschäftigte Perini Navi rund 100 Mitarbeiter. Zu den Übernahmeinteressenten gehörten die Ferretti Group und die Werft Sanlorenzo (La Spezia/Ligurien).

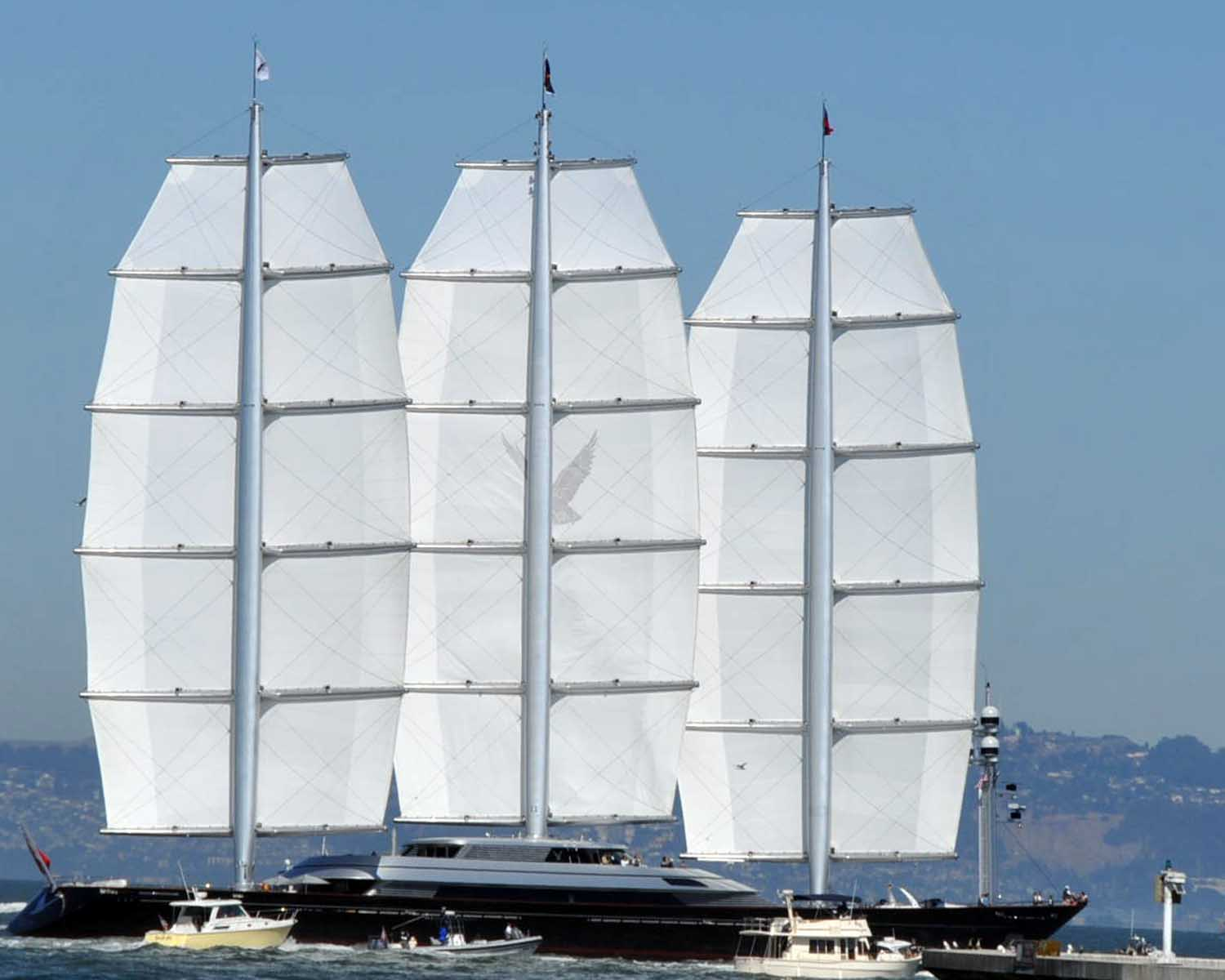
Die Maltese Falcon unter Segel, 2008

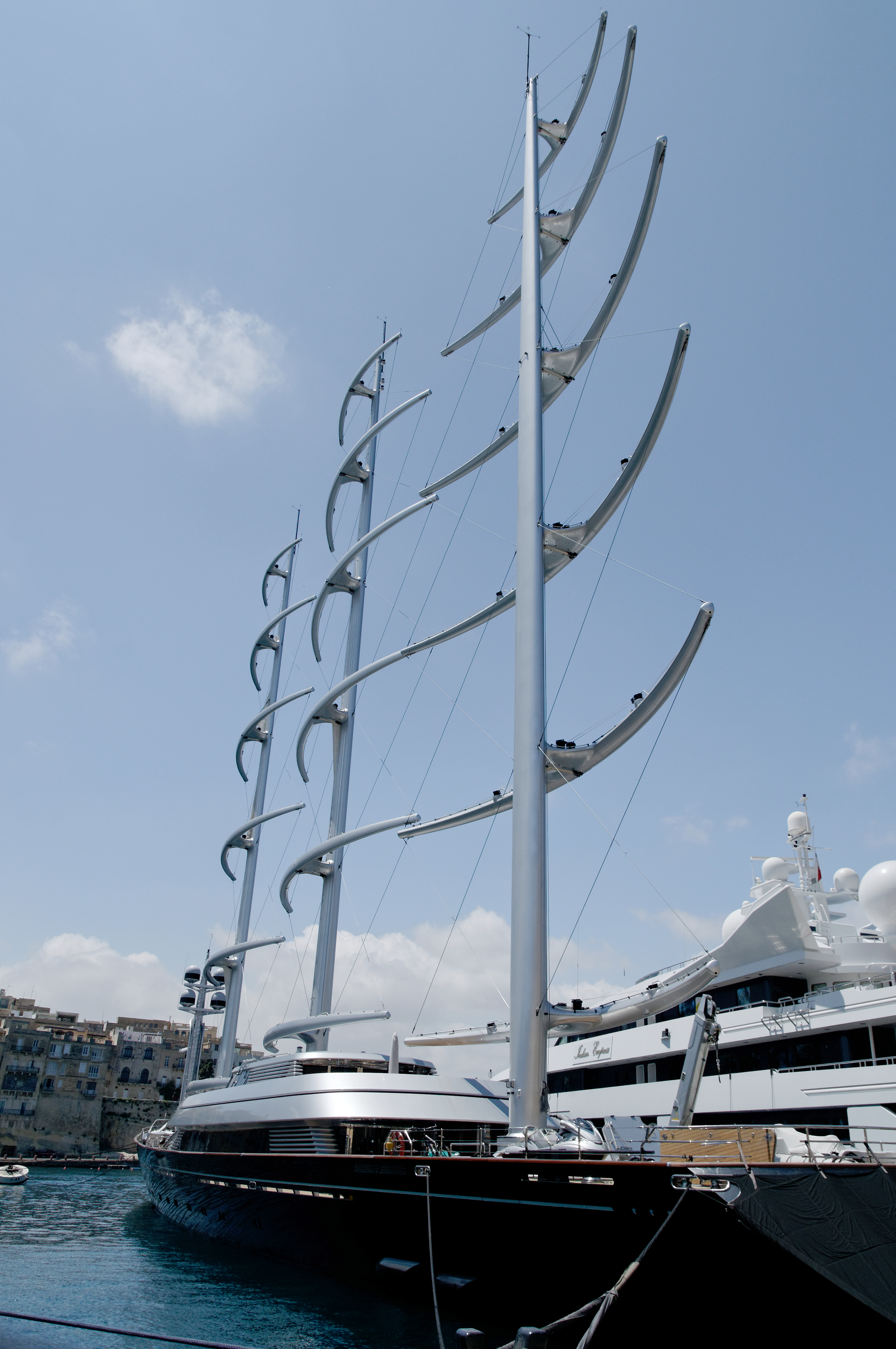
Dyna-Rigg-Masten der Maltese Falcon

Im Dezember 2021 wurde Perini Navi von der The Italian Sea Group (TISG) für 80 Millionen EUR übernommen.

## Produktion und Verkauf
Rumpf und Aufbauten werden am Standort des Unternehmens in Istanbul gebaut, der größte Teil der Ausrüstung wird in Viareggio ausgeführt, während Wartung und Umbau in der Nähe in La Spezia durchgeführt werden.
Perini Navi ist spezialisiert auf Entwurf und Bau von groß dimensionierten luxuriösen Segelyachten. Seit 1983 hat Perini Navi 61 Yachten von 40 bis 89 Meter Länge gebaut.
Das bisher größte Projekt war die 88 m lange Maltese Falcon, das erste Schiff, das mit einem Dyna-Rigg-System ausgerüstet wurde.
2018 lief die 70 Meter lange Segelyacht Sybaris vom Stapel, die auf der Monaco Yacht Show 2018 mit dem Best Interior Award ausgezeichnet wurde.
Weitere Besitzer von Yachten der Werft sind Rupert Murdoch, Silvio Berlusconi, Turgay Ciner, Gerhard Andlinger, Larry Ellison, Georgios Ikonomou, Massimo Moratti, Bertram Rickmers und Kenneth P. Weiss.
Unter der Marke Picchiotti, bzw. Picchiotti Vitruvius produziert Perini Navi in La Spezia Serienyachten, bzw. durch Wünsche von Kunden modifizierte Boote, bei denen Stahl und Aluminium als Baumaterial zum Einsatz kommt.